# 歌川豊久 (2代目)
二代目 歌川豊久（にだいめ うたがわ とよひさ、生没年不詳）とは、江戸時代の浮世絵師。

## 来歴
初代歌川豊久の門人、柳々斎と号す。作画期は文政から天保の頃にかけてで、長唄稽古本の表紙絵を描いている。